# Битва при Бите Паке
Битва при Бите Паке (англ. The Battle of Bita Paka) — сражение, произошедшее 11 сентября 1914 года в нескольких километрах к югу от деревни Кабакаул на острове Новая Британия в ходе вторжения австралийского военно—морского и пехотного экспедиционного корпуса в Германскую Новую Гвинею в начале Первой мировой войны, окончившегося её оккупацией. 
Основной целью операции, как и при вторжении новозеландских войск в Германское Самоа в августе, являлся захват стратегически важной радиостанции, влияние которой, по мнению австралийцев, распространялась и на корабли германской восточно-азиатской крейсерской эскадры. Мощный германский ВМФ представлял существенную угрозу интересам Британской империи. Главной задачей британского и австралийского правительств в годы войны было сведение к минимуму мощи флота Германской империи.
После проведения австралийцами высадки, не встретившей сопротивления, объединённые германские силы, состоявшие из немцев—резервистов и частично подготовленных к ведению боя меланезийских полицейских, вступили в бой с австралийцами. Через день обе стороны понесли серьёзные потери, австралийцы заняли радиостанцию в районе Бите Паки.
Битва стала первым крупным боем австралийских войск в ходе войны и наиболее важным сражением в ходе операции; остатки германских войск отступили в Тому, последующая осада которой привела к капитуляции германского гарнизона и полному овладению войсками Антанты островом.